# Nadodi Mannan
Nadodi Mannan – indyjski film z 1958, w języku tamilskim, w reżyserii M. G. Ramachandrana. Jest adaptacją powieści A. Hope'a Więzień na zamku Zenda. Stanowi jeden z licznych przykładów ścisłego związku między polityką a kinem w Tamil Nadu. Zarówno w piosenkach jak i w dialogach wielokrotnie pojawia się słowo Dravida, natomiast główny bohater po swojej koronacji wydaje dekret w wielu punktach pokrywający się z założeniami programu Drawidyjskiej Federacji Postępu (DMK).

## Obsada
- M.G. Ramachandran - król Marthandan/ Veerangam
- Bhanumathi
- P.S. Veerappa - Rajguru
- M.N. Rajam
- Chandra Babu
- Saroja Devi
- M.N. Nambiyar
- M.G. Chakrapani

Źródła:

## Piosenki filmowe
- Kannil Vanthu Minnal Pol
- Summa Kedandha
- Thoongathe Thambi
- Uzhaippathilla
- Thadukkathey
- Maanai Thedi Machan
- Kannodu Kannu
- Namma Dravida
- Paadupattathannale
- Sammadhama
- Senthamizhe

Twórcami ich tekstów byli Muthukoothan, Athmanathan, Pattukottai Kalyana Sundaram i C. A. Laxmanadas. Swoich głosów w playbacku użyczyli m.in. T. M. Soundararajan, Seerkazhi Govindarajan i Jikki.

## Odbiór i popularność
Spotkał się z pozytywną oceną C.N. Annaduraia, który podkreślał umiejętne wyeksponowanie w fabule odniesień do ideologii drawidyjskiej. Wskazuje się, że Nadodi Mannan wyznaczył nowe standardy jeśli chodzi o sposób narracji czy rozwiązania techniczne. Można spotkać także stwierdzenia, iż jest produkcją, która zrewolucjonizowała kino tamilskie.
Odniósł ogromny sukces komercyjny. W kilkudziesięciu kinach wyświetlany był nieprzerwanie przeszło 100 dni od daty premiery. Zdobył uznanie również poza Indiami, między innymi w Malezji, Birmie oraz na Sri Lance. Był pierwszym filmem tamilskim wyświetlanym w Londynie nieprzerwanie przez osiem tygodni. Stale obecny w kinach i teatrach jest również współcześnie. Tylko w okresie od stycznia do grudnia 2006 zorganizowano jego seanse w 24 miejscach. Rocznice jego premiery są okazją do organizacji specjalnych wydarzeń kulturalnych czy uroczystości. W czerwcu 2013 została wydana poświęcona filmowi książka. Publikacja zawiera między innymi scenariusz obrazu, teksty wszystkich piosenek oraz liczne zdjęcia.